# Donald Lambert
Donald Lambert (Princeton, 12 febbraio 1904 – Newark, 8 maggio 1962) è stato un pianista statunitense.

## Biografia
Imparò a suonare il pianoforte dalla madre, ma non imparò mai a leggere lo spartito. Nonostante ciò era noto per una tecnica pianistica particolarmente brillante, in particolare per quanto riguarda l'accompagnamento con la mano sinistra. Era anche noto nel reinterpretare temi di musica classica: « Anitra's Dance » di Edvard Grieg, oppure brani di Richard Wagner e di Jules Massenet.

## Discografia
- RCA [France] 741.118/9 "Harlem Stride Pianists"
- IAJRC "Donald Lambert: Meet the Lamb"
- Pumpkin "Donald Lambert: Harlem Stride Classics"